# Sojuz MS-16
Sojuz MS-16 (ryska: Союз МС-16) är en flygning i det ryska rymdprogrammet, till Internationella rymdstationen (ISS). Farkosten sköts upp med en Sojuz-2.1a-raket, från Kosmodromen i Bajkonur, den 9 april 2020. Några timmar efter uppskjutningen dockade farkosten med rymdstationen. 
Flygningen transporterade Anatolij Ivanisjin, Ivan Vagner och Christopher J. Cassidy till rymdstationen. Alla tre är del av Expedition 63.
Farkosten lämnade rymdstationen den 21 oktober 2020. Några timmar senare återinträdde den i jordens atmosfär och landade i Kazakstan.
I och med att farkosten lämnade rymdstationen så var Expedition 63 avslutad.

## Besättning
|                | Uppskjutning                                                    |
| -------------- | --------------------------------------------------------------- |
| Befälhavare    | Anatolij Ivanisjin, RSA Hans tredje rymdfärd Expedition 62      |
| Flygingenjör 1 | Ivan Vagner, RSA Hans första rymdfärd Expedition 62             |
| Flygingenjör 2 | Christopher J. Cassidy, NASA Hans tredje rymdfärd Expedition 62 |

## Reservbesättning
| Befälhavare    | Sergej Ryzjikov, RSA   |
| Flygingenjör 1 | Andrei Babkin, RSA     |
| Flygingenjör 2 | Stephen G. Bowen, NASA |